# Polikàrpov Po-2
El Polikàrpov Po-2 (segons la denominació OTAN Mule, "mula", també conegut com a U-2, rus: У-2, pel seu ús inicial com a utxebni rus: учебный, "entrenador", o sigui com a avió de pràctiques de vol) fou un biplà soviètic de propòsit general creat sota la direcció de Nikolai Polikàrpov el 1927.
L'avió tenia el nom col·loquial de Kukurúznik,rus: Кукурузник, derivació de la paraula kukuruza, rus: кукуруза que significa «blat de moro», ja que abans de la guerra s'utilitzava activament en l'agricultura per al tractament de cultius amb fertilitzants i pesticides. És el segon avió més produït, així com el biplà més produït de la història de l'aviació.

## Disseny i desenvolupament
Des de 1919, el principal avió d'entrenament de la RSFSR fou l'U-1,(una còpia del britànic Avro 504), conegut com a Avruixka pels soviètics. El 1922 es va plantejar la qüestió de la necessitat de desenvolupar una màquina de formació més moderna, especialment perquè en aquella època la metodologia d'ensenyament de l'activitat de vol havia sofert canvis significatius.
El nou avió fou dissenyat per Nikolai Polikàrpov per tal de substituir l'U-1 El seu nom va ser canviat a Po-2 el 1944, després de la mort de Polikàrpov, segons el nou sistema de nomenclatura soviètica, que utilitzava generalment les dues primeres lletres del cognom del dissenyador o l'oficina de disseny estatal soviètica que l'havia creat.
El prototip de l'U-2, equipat amb un motor radial Xvetsov M-11 de 74 kW (99 CV), de cinc cilindres i refrigerat per aire, va volar per primera vegada el 7 de gener de 1928 pilotat per M.M. Gromov. Les aeronaus de la sèrie de preproducció van ser provades a finals de 1928 i la producció en sèrie va començar el 1929 a la fàbrica número 23 de Leningrad. La producció a la Unió Soviètica va acabar el 1953, però el CSS-13s, fabricat amb la mateixa llicència, encara es van produir a Polònia fins al 1959.

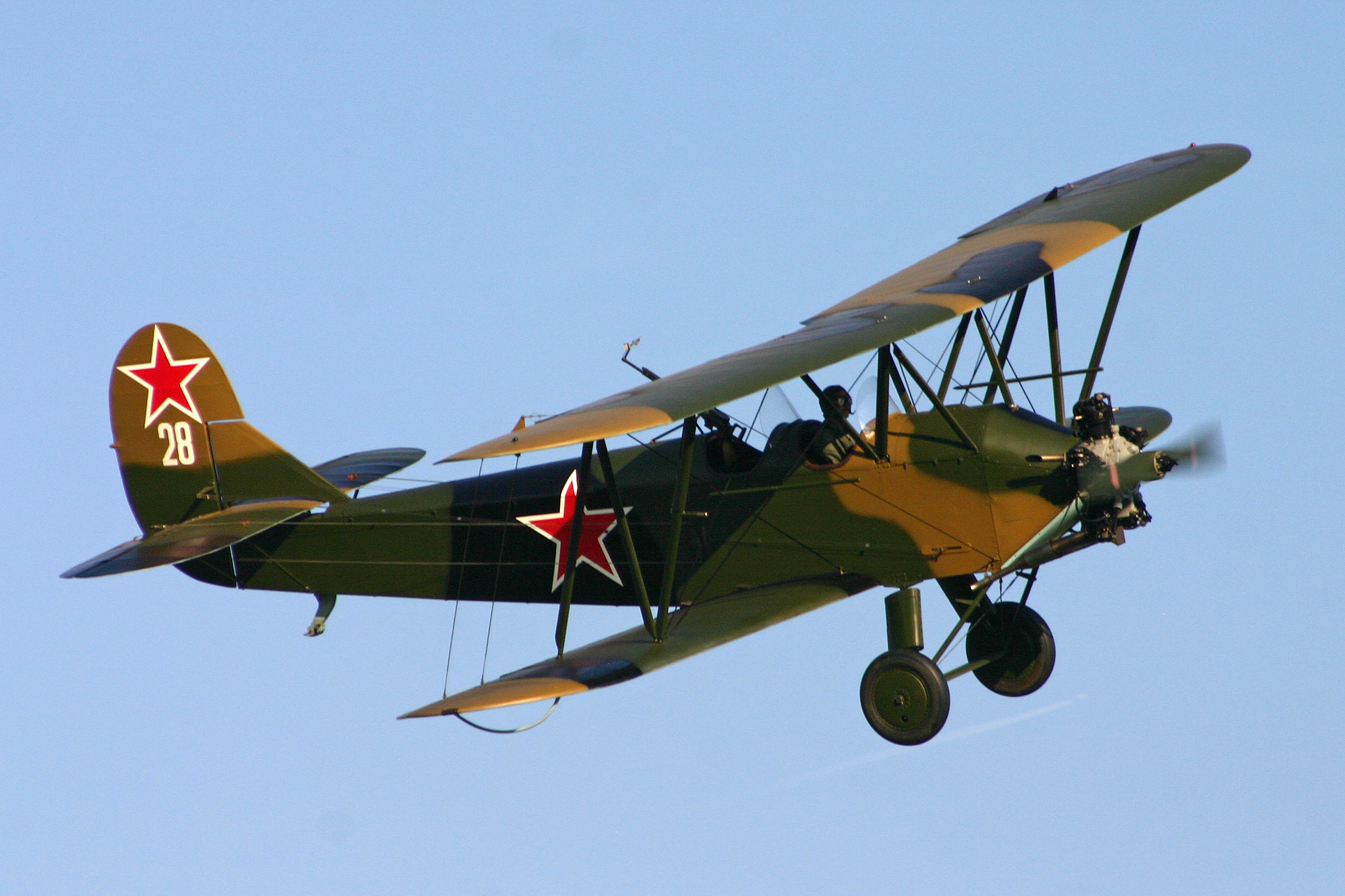
Rèpllica d'un Polikàrpov Po-2

## Historial operatiu

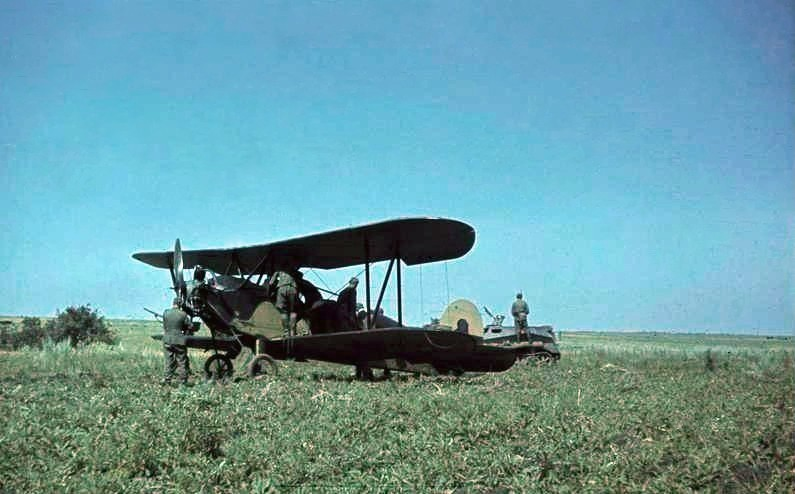
Un Po-2 malmès i abandonat obligat a aterrar a Ucraïna, i posteriorment capturat per les tropes alemanyes, 1941.

Des del principi, l'U-2 es va convertir en l'avió bàsic d'instructors civils i militars soviètics, produït en massa en una fàbrica prop de Moscou. També es va utilitzar per al transport, i com a avió d'enllaç militar, capacitats d'enlairament i d'aterratge en distàncies curtes (STOL). També des del principi es va produir com una variant d'aeronaus agrícoles, la qual cosa li va valer el sobrenom de Kukuruznik. Tot i que fou completament depassat per avions contemporanis, el Kukurúznik va servir extensament al Front Oriental de la Segona Guerra Mundial, principalment com a avió d'enllaç d'enllaç, medevac i avió de subministrament general. Va ser especialment útil per proveir els partisans soviètics darrere de la línia de front. La fabricació del Po-2 a l'URSS va cessar el 1949, però fins al 1959 es van muntar diversos tallers de reparació d'Aeroflot.
Les primeres proves d'armar l'avió amb bombes van tenir lloc el 1941.
Durant la defensa d'Odessa, al setembre de 1941, l'U-2 es va utilitzar com a avió de reconeixement i com a bombarder lleuger i de curt abast. Les bombes, caigudes des d'un avió civil pilotat per Piotr Bevz, van ser els primers a caure en posicions enemigues d'artilleria. A partir de 1942 es va adaptar com un avió lleuger d'atac nocturn a posicions terrestres.
Nikolai Polikàrpov va donar suport al projecte i, sota el seu lideratge, es va crear la sèrie U-2VS (Voiskovaia Séria, rus: войсковая серия - "sèrie militar"). Es tractava d'un bombarder nocturn lleuger, equipat amb enganxalls per a bombes sota l'ala inferior, per transportar bombes de 50 o 100 kg fins a un pes total de 350 kg i armats amb metralladores XKAS, rus: ШКАС amb alimentació de cinta a la cabina de l'observador.
Els soldats de la Wehrmacht l'anomenaven Nähmaschine ("màquina de cosir") pel soroll del motor: el motor tenia un so peculiar, que era descrit com a "destrossa nervis", d'aquí el seu nom. Els pilots de la Luftwaffe ben aviat van rebre instruccions especials per enfrontar-se a aquest avió.
Els efectes materials d'aquestes missions poden considerar-se menors, però l'efecte psicològic sobre les tropes alemanyes va ser notable. Normalment atacaven per sorpresa enmig de la nit, la qual cosa privava els alemanys de son i descans,fet que contribuïa a provocar un alt estrès de combat al front oriental. La tàctica habitual consistia a volar a pocs metres de terra, ascendir per a l'aproximació final, estrangular el motor (és a dir, treure-li el gas), i fer un vol lliure (sense motor) per llançar les bombes, la qual cosa deixava les tropes alemanyes amb només el xiuxiueig del vent en els fils de les ales com a indicatiu de l'imminent atac.Per als caces de la Luftwaffe resultava molt difícil abatre el Kukurúznik a causa de dos factors principals: les pilots volaven arran de la copa dels arbres on eren difícils de veure o de combatre i la velocitat d'estancament (entrada en pèrdua) del Messerschmitt Bf 109 i el Focke-Wulf Fw 190 era similar a la La velocitat màxima de l'U-2, fet que dificultava que els caces alemanys mantinguessin un Po-2 a l'abast de les seves armes durant un període adequat.
Això va permetre utilitzar l'avió per a l'assalt i el bombardeig de posicions enemigues, tot i que les missions de combat es feien, per regla general, a la nit, ja que durant el dia l'avió es convertia en presa fàcil per als combatents enemics i es podia abatre pel foc terrestre fins i tot amb armes lleugeres. Tots aquests avantatges de la U-2 van portar al fet que va ser àmpliament utilitzat a la Força Aèria de l'URSS com a avió de bombardeigs nocturns, reconeixement i comunicacions.
Les bases U-2 es trobaven a una distància de fins a 150 km de la línia de front, i sovint era un inconvenient fer vols intensius des d'elles. Per tant, les missions dels regiments de bombarders nocturns es duien a terme d'aeròdroms ubicats a 20-35 km de la línia de front. Durant el dia, aquests indrets estaven buits, i al vespre hi volaven avions.
L'U-2 es va fer conegut com l'avió utilitzat pel 46è Regiment «Taman» de Guàrdies de Bombarders Nocturns, format exclusivament per aviadores i complementat pel personal de terra. La unitat va ser notòria per atrevir-se a fer incursions nocturnes a baixa altitud en posicions alemanyes de la rereguarda. Les veteranes pilots Iekaterina Riabova i Nadejda Popova en una ocasió van volar divuit missions en una sola nit. Les pilots observaren que l'enemic patia un alt grau de desmoralització, simplement a causa que els seus antagonistes eren dones. Com a tal, les pilots van obtenir el sobrenom de "bruixes de la nit" (en alemany "Nachthexen" rus: Ночные Ведьмы / Nótxnie Vedmi). Moltes de les seves aviadores van aconseguir el títol d'Heroïna de la Unió Soviètica, així com desenes de medalles l'Orde de la Bandera Roja; les pilots més veteranes havien dut a terme prop de 1.000 missions de combat al final de la guerra i van participar en la batalla de Berlín.
La Força Aèria Polonesa va utilitzar aquests avions lents i maniobrables per a les operacions d'avions de reconeixement i COIN contra bandes de l'UPA a la zona muntanyosa de Bieszczady. Es van enviar pilots i navegants per buscar concentracions de forces de l'UPA i, si fos necessari, enfrontar-s'hi amb metralladores i granades. En diverses ocasions, la UPA va aconseguir abatre alguns dels Po-2, però mai no els va capturar ni els va fer servir.
Les forces de Corea del Nord van usar el Po-2 en un paper similar durant la Guerra de Corea. Els aparells de la Força Aèria de l'Exèrcit Popular de Corea van provocar greus danys durant les incursions nocturnes a les bases de les Nacions Unides.Durant un atac d'aquest tipus, un solitari Po-2 va atacar l'aeròdrom de Pyongyang al nord-oest de Corea. En concentrar-se en la rampa d'estacionament del 8è Grup de Caces bombarders, el Po-2 va llançar una cadena de bombes de fragmentació directament a través de l'alineació del grup de P-51 Mustangs. Onze Mustangs van ser danyats, i tres van quedar tan malmesos que van ser destruïts quan Pyongyang va ser abandonat diversos dies després.
El 17 de juny de 1951, a les 01:30 hores, la base aèria de Suwon va ser bombardejada per dos Po-2. Cada biplà va deixar caure un parell de bombes de fragmentació. Un va aconseguir un èxit a la zona de motors del 802è Batalló d'Enginyeria Aeronàutca, i va malmetre alguns equips. Van esclatar dues bombes a la línia de vol del 335è Esquadró d'Interceptors de Caces. Un F-86 Sabre (FU-334/ 49-1334) va rebre un impacte a l'ala i va començar a cremar-se. El foc s'apoderà de l'avió. L'acció ràpida del personal que va desplaçar els avions que hi havia al costat del Sabre en flames va impedir pèrdues addicionals. Vuit Sabres més van ser danyats en el breu atac, quatre de manera seriosa. Un pilot d'F-86 va ser un dels ferits. Els nord-coreans posteriorment van assenyalar el tinent La Woon Yung com a autor d'aquest perjudicial atac.

## Països operadors

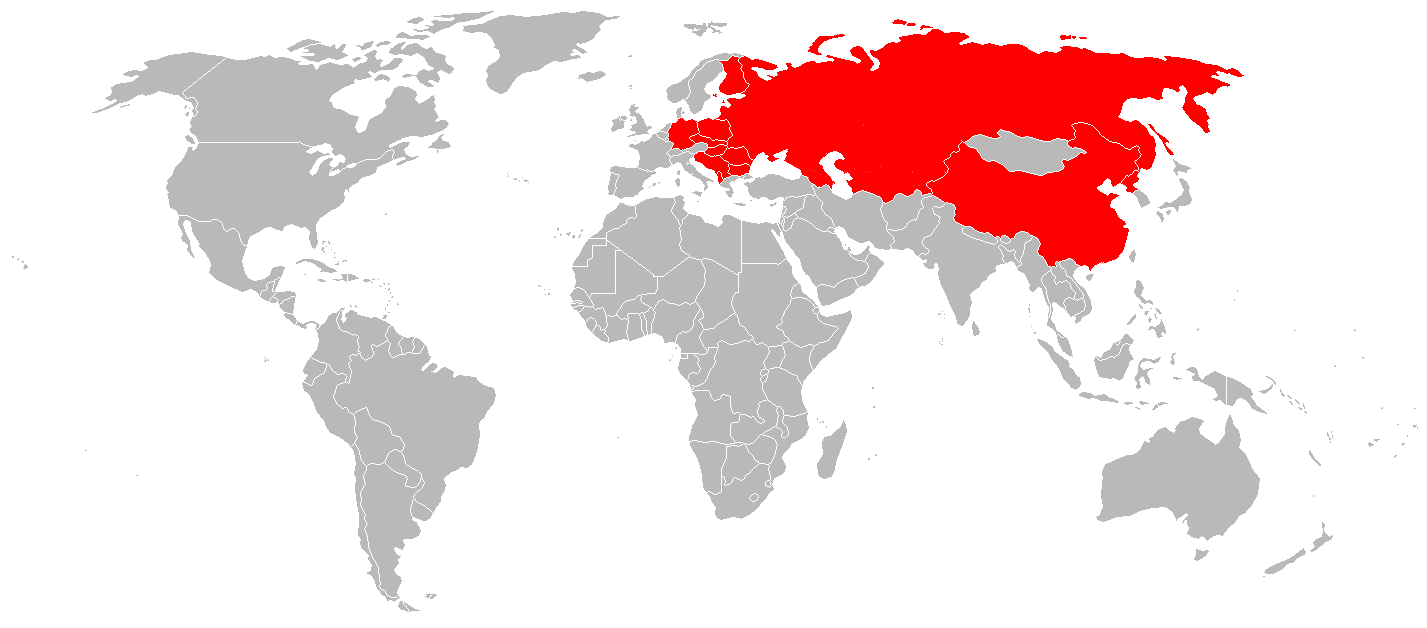
Països operadors

Unió de Repúbliques Socialistes Soviètiques (Força Aèria, Flota Aèria Civil, Ossoaviakhim).
 Finlàndia (Força Aèria Finlandesa; capturat).
 Tercer Reich (Luftwaffe, capturat).
 França (Forces aèries franceses lliures)
 Hongria (Força Aèria Hongaresa, aviació civil).
 Txecoslovàquia (Força Aèria Txecoslovaca, aviació civil).
 Polònia (Força Aèria Polonesa, aviació civil, producció sota llicència).
 Iugoslàvia (Força Aèria Iugoslava, aeroclubs).
 Albània (Força Aèria Albanesa).
 Romania (Força Aèria Romanesa, aviació civil, aeroclubs).
 Bulgària (Força Aèria Búlgara, aviació civil, aeroclubs).
 República Popular de la Xina (Força Aèria de l'Exèrcit Popular d'Alliberament, aviació civil, aeroclubs).
 Mongòlia (Força Aèria de l'Exèrcit Popular de Mongòlia, aviació civil).
 Corea del Nord (Força Aèria de l'Exèrcit Popular de Corea, aviació civil, aeroclubs).

## Especificacions (U-2)
Característiques generals
- Tripulació: un, pilot/instructor
- Capacitat: 1, passatger/estudiant
- Longitud: 8.17 m (26 ft 10 in)
- Envergadura: 11.40 m (37 ft 5 in)
- Alçada: 3.10 m (10 ft 2 in)
- Ala area: 33.2 m² (357 ft²)
- Pes buit: 770 kg (1,698 lb)
- Pes carregat: 1,030 kg (2,271 lb)
- Càrrega útil: 260 kg (573 lb)
- Pes màxim en enlairament: 1,350 kg (2,976 lb)
- Planta motriu: 1 × Xvetsov M-11D Motor radial de 5 cilindres, 93 kW (125 hp)

 Rendiment 
- Màxima velocitat: 152 km/h (82 kn, 94 mph)
- Velocitat de creuer: 110 km/h (59 kn, 68 mph)
- Abast: 630 km (340 nmi, 391 mi)
- Sostre de servei: 3,000 m (9,843 ft)
- Règim d'ascens: 2.78 m/s (546 ft/min)
- Càrrega alar: 41 kg/m² (8.35 lb/ft²)
- Potència/massa: 60 W/kg (0.04 hp/lb)

Armament

(només U-2VS / LNB)
- Metralladores: Una XKAS amb bales 7.62×54mmR
- Bombes: Sis bombes de 50 kg

## Variants

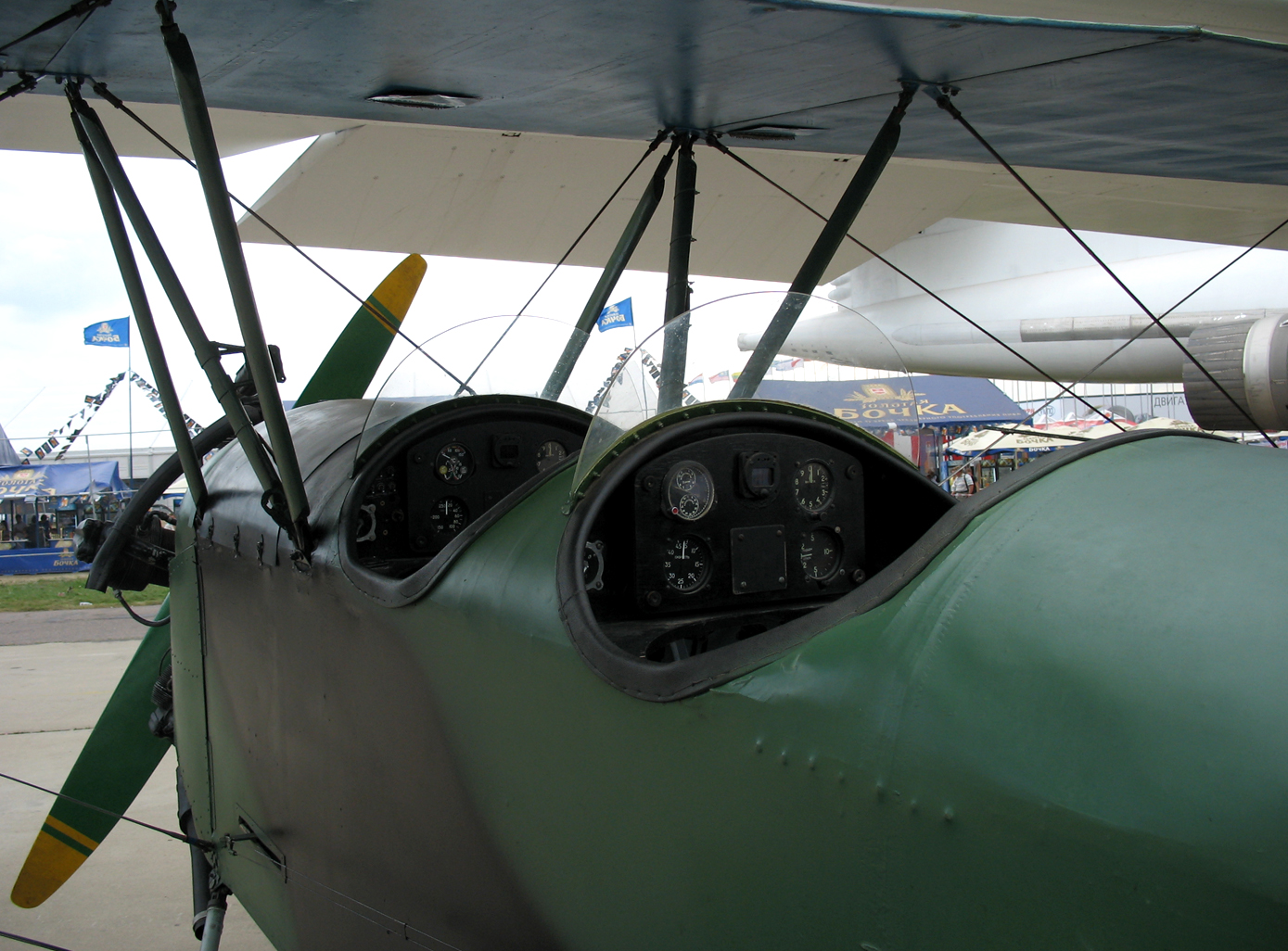
Cabina d'un Po-2.

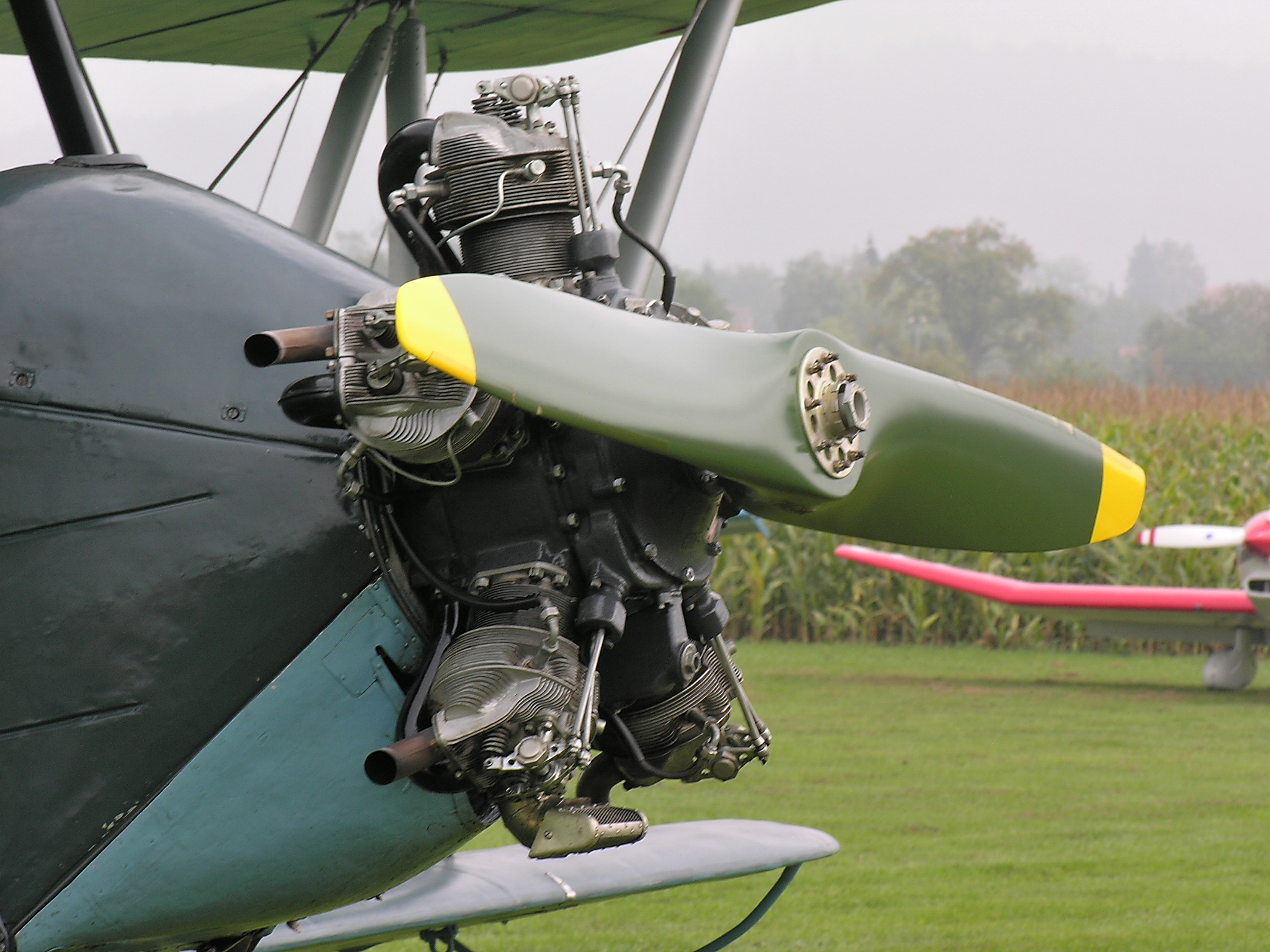
Detall del motor d'un Polikàrpov Po-2 HA-PAO.

- U-2A: avió monoplaça de fumigació agrícola, construït a partir de 1930 en els subtipus U-2AP i U-2AO, amb una cabina posterior substituïda per un contenidor de 200-250 kg de productes químics. En la postguerra va seguir en producció i ocupació anomenat Po-2A, propulsat per un motor M-11K de 115 cv; la seva producció va superar les 9.000 unitats.
- U-2G: model experimental amb totes les superfícies de control accionades per la palanca de comandament.
- U-2KL: dos avions especials dotats a la cabina del darrere amb una coberta bombada; van aparèixer el 1932.
- U-2LSh: Xturmovik lleuger; gran nombre d'avions de pre-guerra van ser reconvertits per a missions militars de suport proper del 1941 en endavant, als quals es van unir aparells construïts expressament per a això; armats amb una metralladora XKAS de 7,7 mm en un muntatge anul·lar darrere i amb suports per a 120 kg de bombes i rails de llançament per a quatre  coets RS-82; va aconseguir una alta reputació entre els combatents soviètics; se'l va conèixer alternativament com a U-2VOM-1.

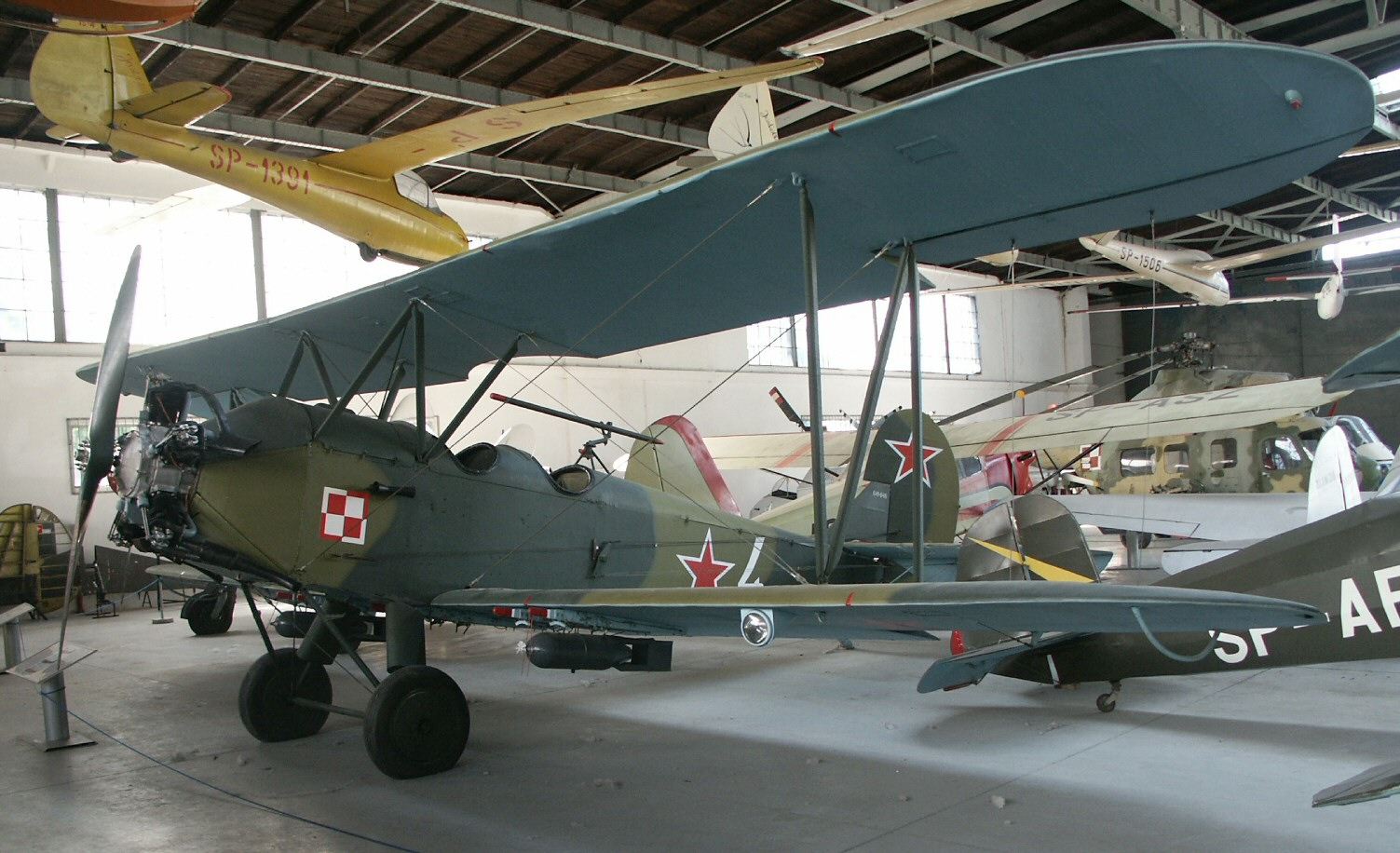
Polikàrpov U-2LNB amb les marques poloneses al Museu Polonès d'Aviació.

- U-2LNB: versió produïda el 1941; la seva càrrega ofensiva era de 200kg; la seva designació fa referència a la missió de bombardeig lleuger nocturn (de fet, aquest model estava dotat amb bengales i fins i tot reflectors); usualment els tubs d'escapament del motor portaven sistemes silenciadors i apagaflames.
- U-2M: (designació alternativa MU-2); avaluada en 1931, va ser la primera de diverses versions hidro, amb un gran flotador central i dos petits d'estabilització sota les vores marginals; no va ser construïda en grans sèries.
- U-2-NAK: variant de reconeixement i reglatge de tir artiller; l'observador disposava d'equip militar de ràdio.
- U-2S: versió construïda en sèrie limitades a partir de 1934; la cabina del darrere havia estat substituïda per un compartiment tancat per a un assistent mèdic i un pacient en llitera; la secció dorsal del fuselatge estava amb frontissa per permetre l'entrada del pacient; altres versions similars les U-2S-1 i U-2SS (per Sanitarni Samoliet, o avió sanitari).
- U-2SP: redistribució de les dues cabines existents per permetre la instal·lació d'una tercera, també oberta; 861 aparells construïts per Aeroflot; els supervivents van servir en tasques d'enllaç durant la guerra.
- U-2UT: construïda en nombre limitat a partir de 1941, principalment per a entrenament; el seu motor era un M-11D de 115 cv.
- U-2VS: model bàsic de les Forces Aèries de la URSS, utilitzat en grans quantitats durant la guerra com a vehicle d'enllaç per a oficials d'alt rang; uns 9.000 utilitzats en aquest paper en 1.945; rebatejat més tard com a Po-VS.
- U-4: versió refinada de l'O-2, amb el fuselatge més estilitzat, i construït en curtes sèries.
- Po-2GN: avió de propaganda, amb equip de megafonia amb el qual soscavar la moral de les tropes de terra enemigues; construït a partir de 1944.
- Po-2L: versió limusina amb cabina tancada de passatge; accés per babord.
- Po-2P: hidroavió construït en poca quantitat durant la guerra.
- Po-2S: avió ambulància construït durant la guerra; el Po-2S-2 tenia motor M-11D i el Po-2S-3 dos contenidors subalares, capaç cadascun per a un ferit en llitera; la segona variant va ser coneguda també com a Po-2SKF.
- Po-2ShS: versió d'enllaç d'estat major construïda a partir de 1943; nou fuselatge amb cabina tancada per al pilot i dos o tres passatgers.
- Po-2SP: versió de postguerra emprada en fotografia i vigilància aèries.
- RV-23: derivat de l'O-2 amb flotadors, desenvolupat per intents de rècord; construït en curta sèrie amb motor radial R-1820-F3 Cyclone de 710 cv.
- CSS-13: designació de la versió polonesa.
- CSS-S-13: versió polonesa d'ambulància, amb cabines tancades per al pilot i l'assistent mèdic i un compartiment per al pacient.